# Mario Niemann
Mario Niemann (* 1971 in Parchim) ist ein deutscher Zeithistoriker.

## Leben
Niemann studierte 1991–1996 an der Universität Rostock Geschichtswissenschaft, Ur- und Frühgeschichte und Politikwissenschaft. Seit 1996 Master of Arts, wurde er 1999 zum Dr. phil. promoviert. Danach war er wissenschaftlicher Assistent bei Werner Müller am Lehrstuhl für Zeitgeschichte. 2006 habilitierte er sich für Neueste und Zeitgeschichte an der Philosophischen Fakultät mit Unterstützung der Deutschen Forschungsgemeinschaft. Er wurde Privatdozent und wissenschaftlicher Mitarbeiter im Arbeitsbereich „Moderne deutsche Agrargeschichte“ am Historischen Institut, den er heute leitet. Die Universität Rostock ernannte ihn 2012 zum apl. Professor für Zeitgeschichte und Agrargeschichte am Historischen Institut. 2013 wurde er assoziiertes Mitglied der Forschungs- und Dokumentationsstelle des Landes Mecklenburg-Vorpommern zur Geschichte der Diktaturen in Deutschland, Rostock (FDS).

## Ehrungen
- Annalise-Wagner-Preis[3] für Beständiger Wandel. Landwirtschaft und ländliche Gesellschaft in Mecklenburg von 1900 bis 2000. (2021)

## Schriften (Auswahl)
Monographien
- Mecklenburgischer Großgrundbesitz im Dritten Reich. Soziale Struktur, wirtschaftliche Stellung und politische Bedeutung (= Mitteldeutsche Forschungen. Bd. 116). Böhlau, Köln u. a. 2000, ISBN 3-412-04400-8.
- Der Fall Kadow. Ein Fememord in Mecklenburg 1923. Koch, Rostock 2002, ISBN 3-935319-52-5.
- Die Sekretäre der SED-Bezirksleitungen 1952–1989 (= Sammlung Schöningh zur Geschichte und Gegenwart). Schöningh, Paderborn u. a. 2007, ISBN 978-3-506-76401-0.
- Beständiger Wandel. Landwirtschaft und ländliche Gesellschaft in Mecklenburg von 1900 bis 2000. Hinstorff, Rostock 2020, ISBN 978-3-356-02329-9.

Herausgeberschaften
- Mecklenburgische Gutsherren im 20. Jahrhundert. Erinnerungen und Biographien. Koch, Rostock 2000, ISBN 3-935319-08-8.
- Ländliches Leben in Mecklenburg in der ersten Hälfte des 20. Jahrhunderts. Koch, Rostock 2004, ISBN 3-937179-17-8.
- mit Andreas Herbst: SED-Kader. Die mittlere Ebene. Biographisches Lexikon der Sekretäre der Landes- und Bezirksleitungen, der Ministerpräsidenten und der Vorsitzenden der Räte der Bezirke 1946 bis 1989 (= Sammlung Schöningh zur Geschichte und Gegenwart). Schöningh, Paderborn u. a. 2010, ISBN 978-3-506-76977-0.
- mit Ernst Münch, Wolfgang Eric Wagner: Land – Stadt – Universität. Historische Lebensräume von Ständen, Schichten und Personen (= Schriftenreihe Schriften zur Sozial- und Wirtschaftsgeschichte. Bd. 14). Kovač, Hamburg 2010, ISBN 978-3-8300-5352-1.
- mit Detlev Brunner: Die DDR – eine deutsche Geschichte. Wirkung und Wahrnehmung. Schöningh, Paderborn u. a. 2011, ISBN 978-3-506-77195-7.
- Von Drittfrauen und Ehebrüchen, uniformierten Fürsten und Pferdeeinberufungen. Festschrift zum 60. Geburtstag von Ernst Münch (= Schriftenreihe Schriften zur Sozial- und Wirtschaftsgeschichte. Bd. 25). Kovač, Hamburg 2014, ISBN 978-3-8300-7670-4.